# Mešita Selimiye (Nikósie)

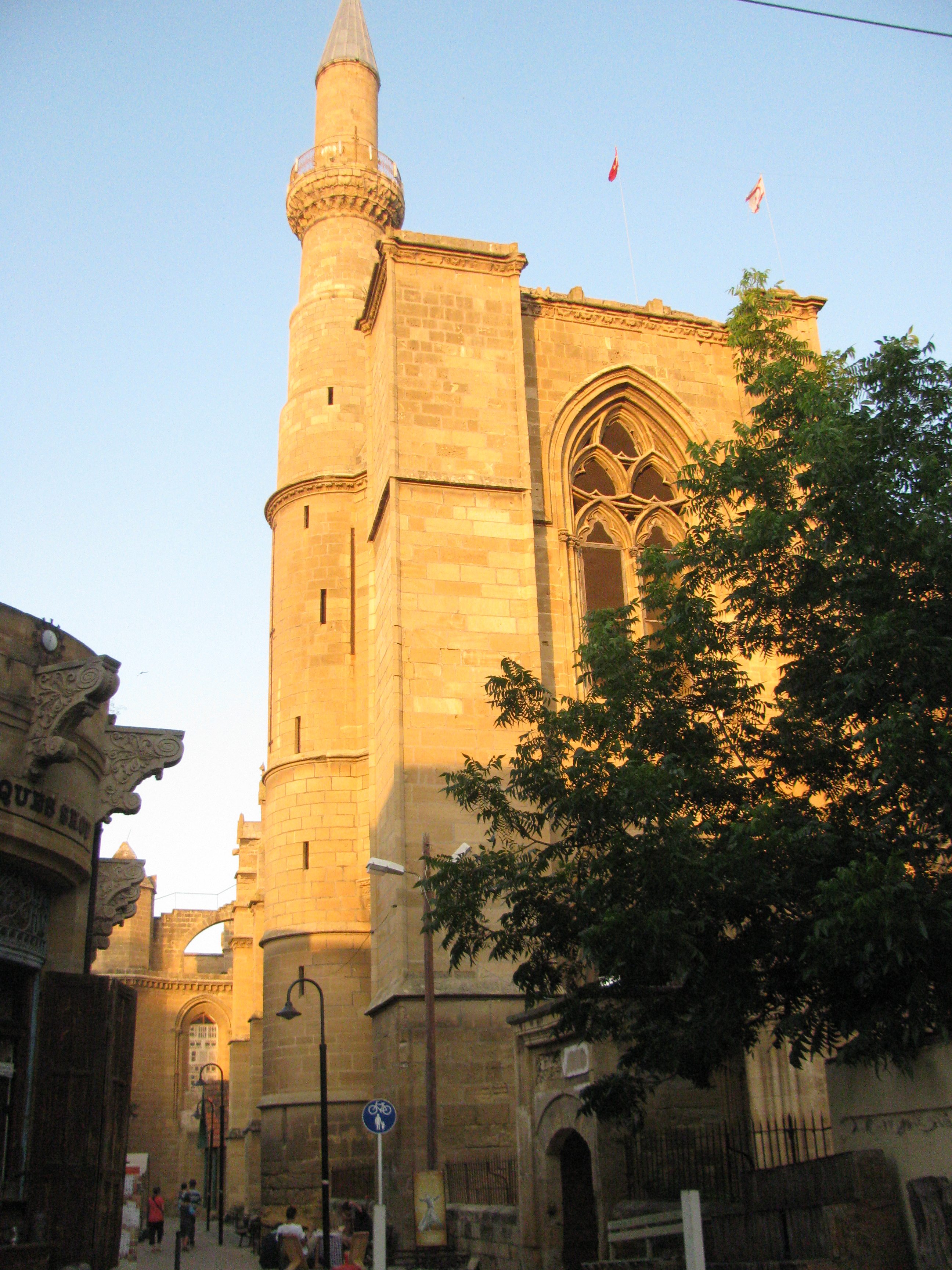
Mešita zpředu

Mešita Selimiye v Severní Nikósii je významnou historickou stavbou a jednou z dominant historického města.

## Historie
Mešita byla postavena v letech 1209 až 1325 jako římskokatolická gotická katedrála svaté Sofie. Poškodily ji útoky Janovanů a dalších národů, ničivá byla rovněž i mnohá zemětřesení; nejvíce to z roku 1491. Krátce po této katastrofě ji začali opravovat Benátčané; rekonstrukční práce prováděli francouzští stavitelé – Mešita Selimiye (tehdy katedrála) je dodnes ukázkou středověké francouzské gotiky. Poté, co se vlády nad ostrovem zmocnila Osmanská říše byla katedrála přebudována na mešitu; do průčelí stavby byly dobudovány dva minarety.
V současnosti je mešita Selimiye nejvýznamnější gotickou památkou Kypru a též i nejvýznamnějším muslimským svatostánkem severní turecké poloviny ostrova.

## Galerie

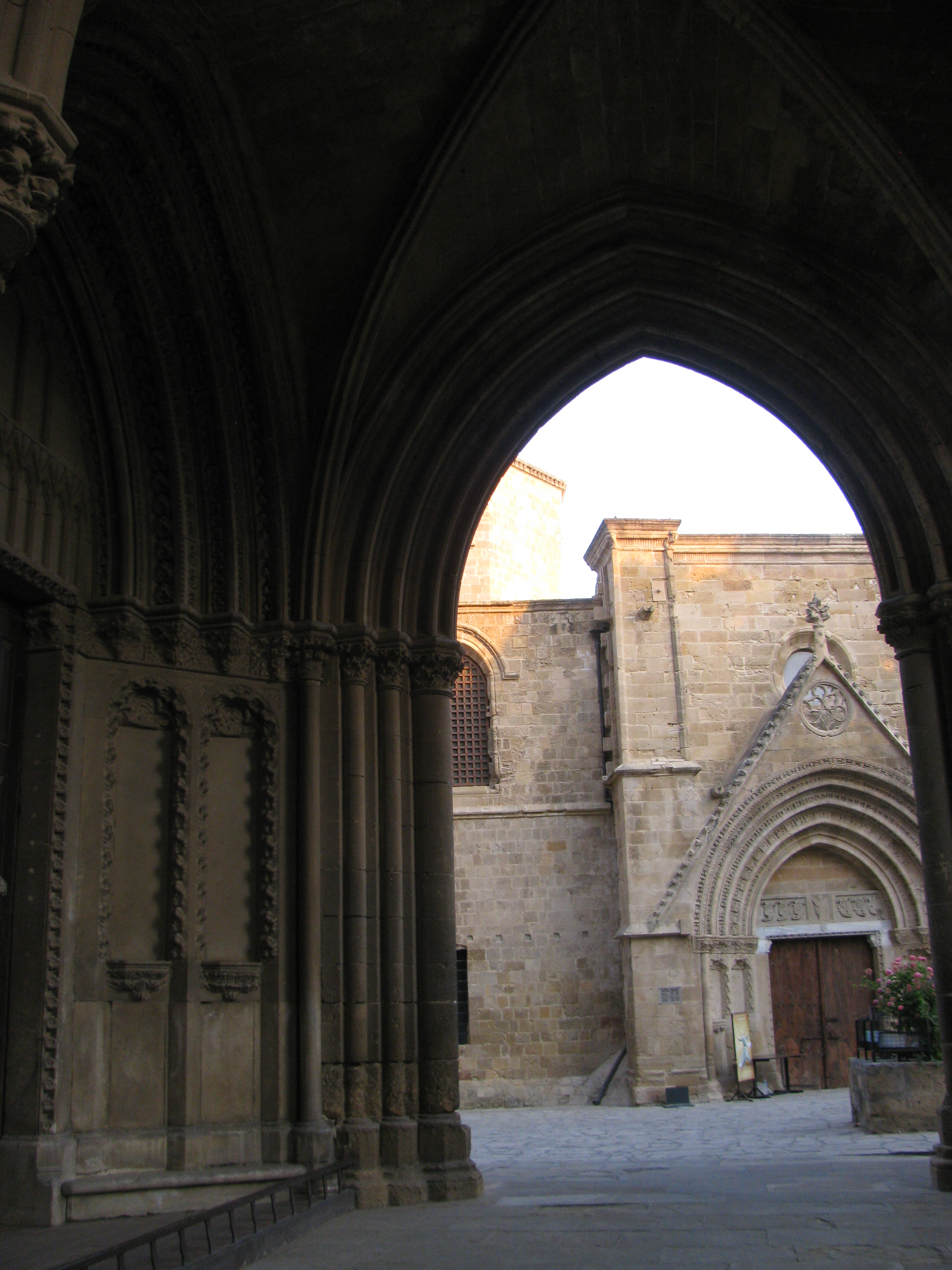
Před vstupem
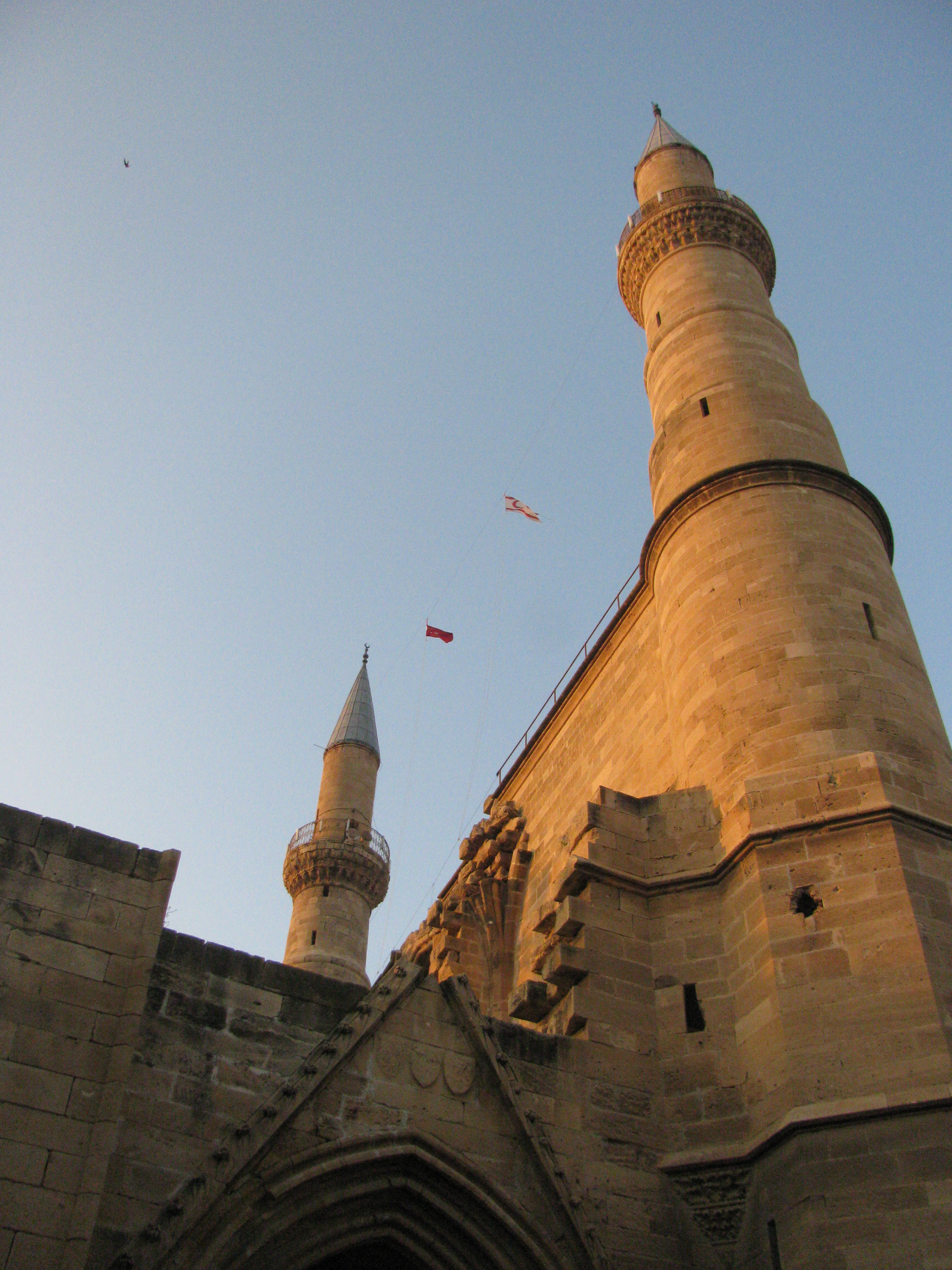
Minaret
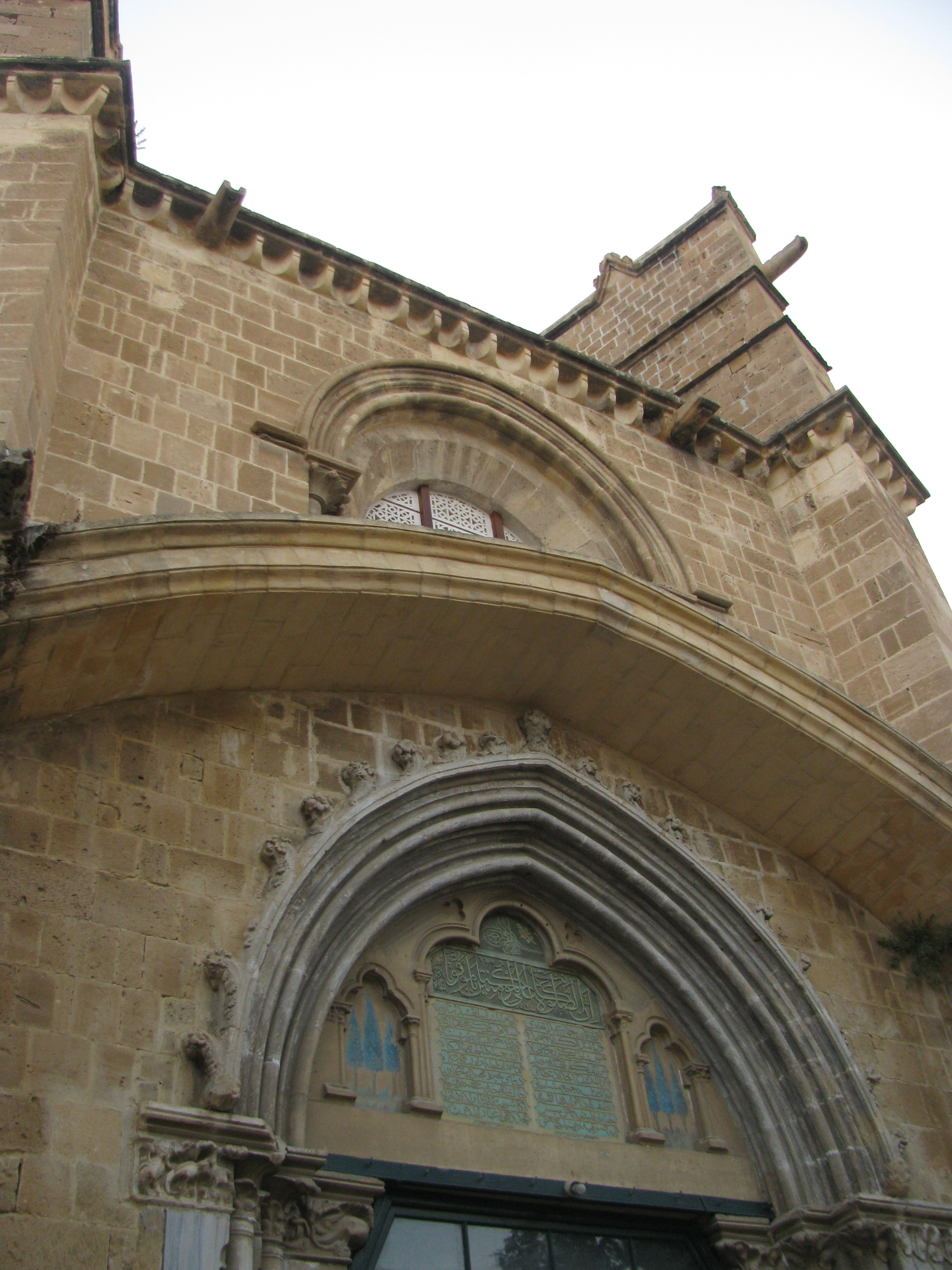
Výzdoba
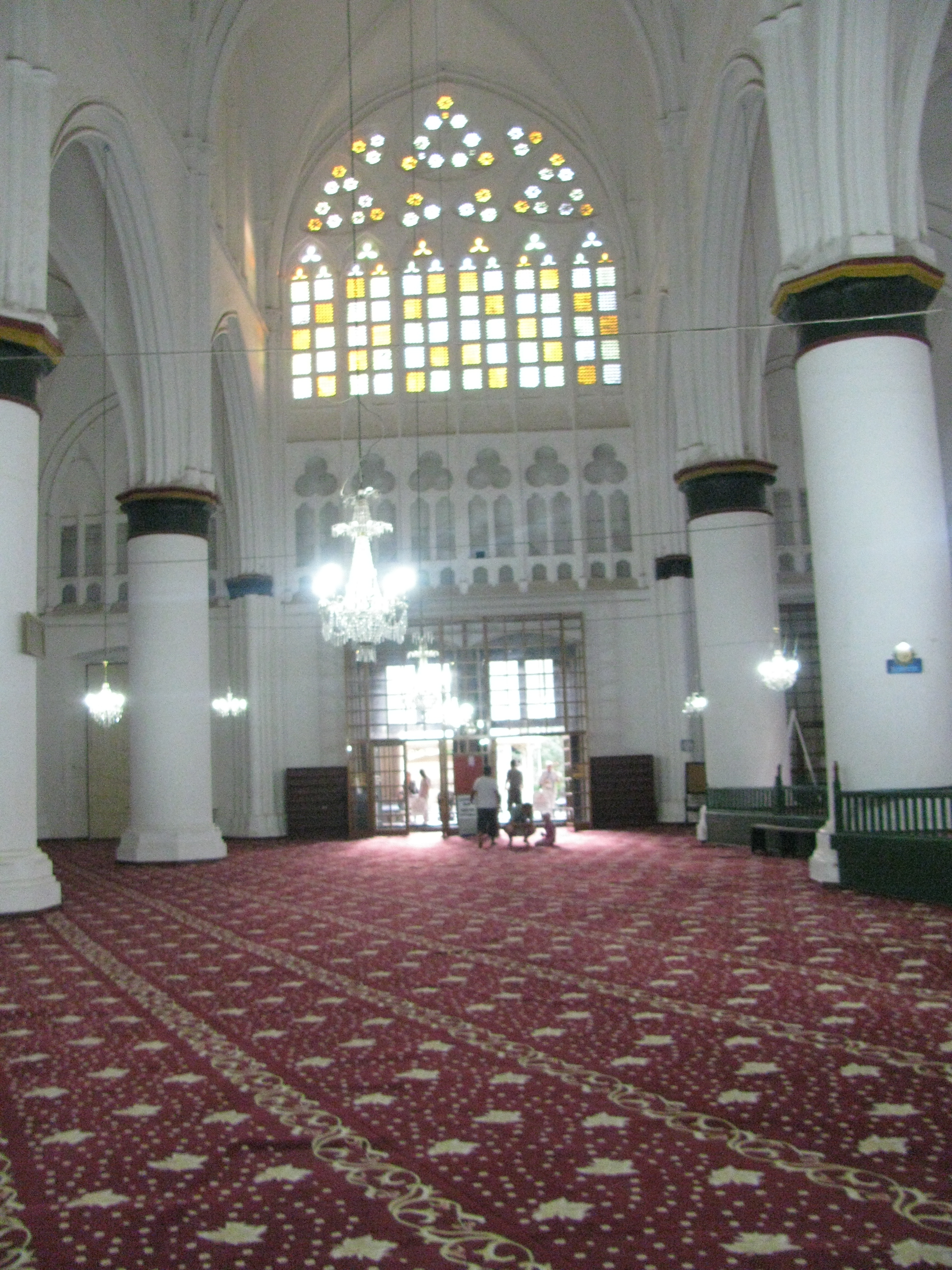
Koberce
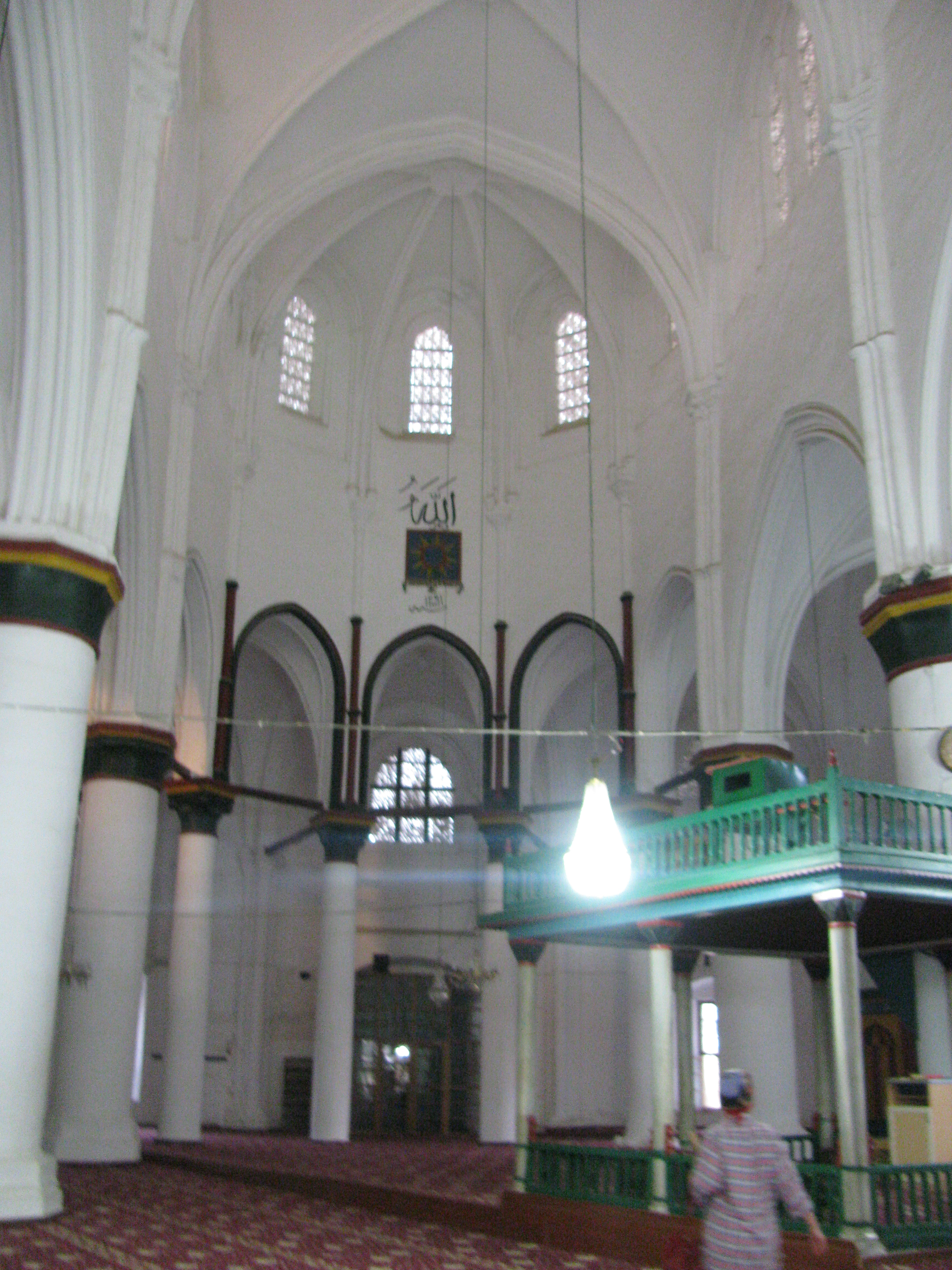
Místo oltáře